# Wulfsige III. (Sherborne)
Wulfsige († zwischen 1001 und 1002) war Bischof von Sherborne. 

## Leben
Wulfsige trat in den Benediktinerorden ein und nahm an der monastischen Reformbewegung teil. Er war Mönch in Glastonbury unter Dunstan von Canterbury und dann Mönch in Westminster Abbey, unter demselben, als er Bischof von London war. Später wurde er Abt von Westminster. Edgar ernannte ihm zum Bischof von Sherborne. Er starb zwischen 1001 und 1002.